# Hilara mauroides
Hilara mauroides är en tvåvingeart som beskrevs av Chvala 1996. Hilara mauroides ingår i släktet Hilara och familjen dansflugor. Inga underarter finns listade i Catalogue of Life.